# Olaszország az 1956. évi nyári olimpiai játékokon
Olaszország az ausztráliai Melbourne-ben és a svédországi Stockholmban megrendezett 1956. évi nyári olimpiai játékok egyik részt vevő nemzete volt. Az országot az olimpián 14 sportágban 135 sportoló képviselte, akik összesen 25 érmet szereztek.

## Érmesek
| Érem  | Versenyző                                                                                                  | Sportág       | Versenyszám                |
| ----- | --- | ------------- | -------------------------- |
| Arany | Romano Sgheiz Ivo Stefanoni Franco Trincavelli Angelo Vanzin Alberto Winkler                               | Evezés        | Férfi kormányos négyes     |
| Arany | Ercole Baldini                                                                                             | Kerékpározás  | Férfi mezőnyverseny        |
| Arany | Leandro Faggin                                                                                             | Kerékpározás  | Férfi egyéni időfutam      |
| Arany | Antonio Domenicali Leandro Faggin Franco Gandini Valentino Gasparella Virginio Pizzali                     | Kerékpározás  | Férfi csapat üldözőverseny |
| Arany | Galliano Rossini                                                                                           | Sportlövészet | Férfi trap                 |
| Arany | Carlo Pavesi                                                                                               | Vívás         | Férfi párbajtőr, egyéni    |
| Arany | Giorgio Anglesio Franco Bertinetti Giuseppe Delfino Edoardo Mangiarotti Carlo Pavesi Alberto Pellegrino    | Vívás         | Férfi párbajtőr, csapat    |
| Arany | Giancarlo Bergamini Luigi Carpaneda Manlio Di Rosa Vittorio Lucarelli Edoardo Mangiarotti Antonio Spallino | Vívás         | Férfi tőr, csapat          |
| Ezüst | Ignazio Fabra                                                                                              | Birkózás      | Kötöttfogás, 52 kg         |
| Ezüst | Guglielmo Pesenti                                                                                          | Kerékpározás  | Férfi egyéni sprint        |
| Ezüst | Raimondo D'Inzeo                                                                                           | Lovaglás      | Egyéni díjugratás          |
| Ezüst | Piero D'Inzeo Raimondo D'Inzeo Salvatore Oppes                                                             | Lovaglás      | Csapat díjugratás          |
| Ezüst | Franco Nenci                                                                                               | Ökölvívás     | Kisváltósúly               |
| Ezüst | Nicolò Rode Agostino Straulino                                                                             | Vitorlázás    | Csillaghajó                |
| Ezüst | Giuseppe Delfino                                                                                           | Vívás         | Férfi párbajtőr, egyéni    |
| Ezüst | Giancarlo Bergamini                                                                                        | Vívás         | Férfi tőr, egyéni          |
| Bronz | Adelmo Bulgarelli                                                                                          | Birkózás      | Kötöttfogás, +87 kg        |
| Bronz | Giuseppe Ogna Cesare Pinarello                                                                             | Kerékpározás  | Férfi kétüléses tandem     |
| Bronz | Piero D'Inzeo                                                                                              | Lovaglás      | Egyéni díjugratás          |
| Bronz | Giacomo Bozzano                                                                                            | Ökölvívás     | Nehézsúly                  |
| Bronz | Alessandro Ciceri                                                                                          | Sportlövészet | Férfi trap                 |
| Bronz | Ermanno Pignatti                                                                                           | Súlyemelés    | 75 kg                      |
| Bronz | Alberto Pigaiani                                                                                           | Súlyemelés    | +90 kg                     |
| Bronz | Edoardo Mangiarotti                                                                                        | Vívás         | Férfi párbajtőr, egyéni    |
| Bronz | Antonio Spallino                                                                                           | Vívás         | Férfi tőr, egyéni          |

## Atlétika
Férfi
| Versenyző                                                         | Versenyszám     | Előfutam | Előfutam | Negyeddöntő | Negyeddöntő | Elődöntő | Elődöntő | Döntő         | Döntő         |
| Versenyző                                                         | Versenyszám     | Idő      | Hely.    | Idő         | Hely.       | Idő      | Hely.    | Idő           | Helyezés      |
| ----------------------------------------------------------------- | --------------- | -------- | -------- | ----------- | ----------- | -------- | -------- | ------------- | ------------- |
| Mario Colarossi                                                   | 100 m           | 10,9     | 4.       | kiesett     | kiesett     | kiesett  | kiesett  | kiesett       | kiesett       |
| Franco Galbiati                                                   | 100 m           | 10,9     | 3.       | kiesett     | kiesett     | kiesett  | kiesett  | kiesett       | kiesett       |
| Luigi Gnocchi                                                     | 100 m           | 10,7     | 2.       | 10,8        | 4.          | kiesett  | kiesett  | kiesett       | kiesett       |
| Sergio D'Asnasch                                                  | 200 m           | 22,2     | 2.       | 22,6        | 6.          | kiesett  | kiesett  | kiesett       | kiesett       |
| Giovanni Ghiselli                                                 | 200 m           | 22,5     | 5.       | kiesett     | kiesett     | kiesett  | kiesett  | kiesett       | kiesett       |
| Vincenzo Lombardo                                                 | 200 m           | 21,8     | 2.       | 21,4        | 4.          | kiesett  | kiesett  | kiesett       | kiesett       |
| Gianfranco Baraldi                                                | 800 m           | 1:51,9   | 4.       |             | kiesett     | kiesett  | kiesett  | kiesett       |               |
| Gianfranco Baraldi                                                | 1500 m          | 3:52,0   | 6.       |             |             |          |          | kiesett       | kiesett       |
| Giuseppe Lavelli                                                  | Maraton         |          |          |             |             |          |          | nem ért célba | nem ért célba |
| Giuseppe Dordoni                                                  | 20 km gyaloglás |          |          |             |             |          |          | 1:35:00,4     | 9.            |
| Abdon Pamich                                                      | 20 km gyaloglás |          |          |             |             |          |          | 1:36:03,6     | 11.           |
| Abdon Pamich                                                      | 50 km gyaloglás |          |          |             |             |          |          | 4:39:00,0     | 4.            |
| Franco Galbiati Giovanni Ghiselli Luigi Gnocchi Vincenzo Lombardo | 4 × 100 m váltó | 40,9     | 2.       |             | 41,1        | 3.       | 40,3     | 4.            |               |

| Versenyző          | Versenyszám   | Selejtező | Selejtező | Döntő    | Döntő    |
| Versenyző          | Versenyszám   | Eredmény  | Helyezés  | Eredmény | Helyezés |
| ------------------ | ------------- | --------- | --------- | -------- | -------- |
| Gianmario Roveraro | Magasugrás    | 188 cm    | 23.       | kiesett  | kiesett  |
| Giulio Chiesa      | Rúdugrás      | 415 cm    | =2.       | 415 cm   | =9.      |
| Silvano Meconi     | Súlylökés     | 16,19 m   | 6.        | 16,28 m  | 10.      |
| Adolfo Consolini   | Diszkoszvetés | 49,93 m   | 3.        | 52,21 m  | 6.       |
| Giovanni Lievore   | Gerelyhajítás | 69,64 m   | 11.       | 72,88 m  | 6.       |

Női
| Versenyző                                                  | Versenyszám     | Előfutam | Előfutam | Elődöntő | Elődöntő | Döntő   | Döntő    |
| Versenyző                                                  | Versenyszám     | Idő      | Hely.    | Idő      | Hely.    | Idő     | Helyezés |
| ---------------------------------------------------------- | --------------- | -------- | -------- | -------- | -------- | ------- | -------- |
| Maria Musso                                                | 100 m           | 12,2     | 5.       | kiesett  | kiesett  | kiesett | kiesett  |
| Franca Peggion                                             | 100 m           | 12,4     | 6.       | kiesett  | kiesett  | kiesett | kiesett  |
| Giuseppina Leone                                           | 100 m           | 11,8     | 1.       | 12,1     | 3.       | 11,9    | 5.       |
| Giuseppina Leone                                           | 200 m           | 25,6     | 3.       | kiesett  | kiesett  | kiesett | kiesett  |
| Letizia Bertoni                                            | 200 m           | 25,2     | 3.       | kiesett  | kiesett  | kiesett | kiesett  |
| Milena Greppi                                              | 80 m gát        | 12,3     | 5.       | kiesett  | kiesett  | kiesett | kiesett  |
| Letizia Bertoni Milena Greppi Giuseppina Leone Maria Musso | 4 × 100 m váltó | 45,9     | 3.       |          |          | 45,7    | 5.       |

| Versenyző         | Versenyszám   | Selejtező | Selejtező | Döntő    | Döntő    |
| Versenyző         | Versenyszám   | Eredmény  | Helyezés  | Eredmény | Helyezés |
| ----------------- | ------------- | --------- | --------- | -------- | -------- |
| Paola Paternoster | Diszkoszvetés | 42,88 m   | 11.       | 42,83 m  | 11.      |
| Paola Paternoster | Gerelyhajítás | 42,68 m   | 15.       | kiesett  | kiesett  |

## Birkózás
Kötöttfogású
| Versenyző         | Versenyszám | 1. forduló                     | 1. forduló | 1. forduló | 2. forduló                      | 2. forduló | 2. forduló | 3. forduló                             | 3. forduló | 3. forduló | 4. forduló                     | 4. forduló | 4. forduló | 5. forduló                     | 5. forduló | 5. forduló | Döntő                                | Döntő   | Döntő   | Helyezés |
| Versenyző         | Versenyszám | Ellenfél Eredmény              | Pont       | Hely.      | Ellenfél Eredmény               | Pont       | Hely.      | Ellenfél Eredmény                      | Pont       | Hely.      | Ellenfél Eredmény              | Pont       | Hely.      | Ellenfél Eredmény              | Pont       | Hely.      | Ellenfél Eredmény                    | Pont    | Hely.   | Helyezés |
| ----------------- | ----------- | ------------------------------ | ---------- | ---------- | ------------------------------- | ---------- | ---------- | -------------------------------------- | ---------- | ---------- | ------------------------------ | ---------- | ---------- | ------------------------------ | ---------- | ---------- | ------------------------------------ | ------- | ------- | -------- |
| Ignazio Fabra     | 52 kg       | Dursan Ali Eğribaş (TUR) · 2-1 | 1          | =3.        | John Wilson (USA) · 3-0         | 2          | =2.        | Baranya István (HUN) · 3-0             | 3          | =3.        | Dumitru Pîrvulescu (ROU) · 3-0 | 4          | =2.        |                                |            |            | Nyikolaj Szolovjov (URS) · kétvállas | 7       | 2.      |          |
| Umberto Trippa    | 62 kg       | Polyák Imre (HUN) · 1-2        | 2          | 6.         | Ion Popescu (ROU) · 3-0         | 3          | =4.        | Roman Dzeneladze (URS) · kétvállas     | 6          | 6.         | kiesett                        | kiesett    | kiesett    | kiesett                        | kiesett    | kiesett    | kiesett                              | kiesett | kiesett | 6.       |
| Adelmo Bulgarelli | +87 kg      | Hamit Kaplan (TUR) · 0-3       | 3          | =7.        | Joseph Zammit (AUS) · kétvállas | 3          | =4.        | Andóniosz Jeorgúlisz (GRE) · kétvállas | 3          | =1.        | Bertil Antonsson (SWE) · 3-0   | 4          | =1.        | Anatolij Parfjonov (URS) · 0-3 | 7          | 3.         | Wilfried Dietrich (EUA) · 0-3        | 10      | 3.      |          |

Szabadfogású
| Versenyző         | Versenyszám | 1. forduló                             | 1. forduló | 1. forduló | 2. forduló                             | 2. forduló | 2. forduló | 3. forduló              | 3. forduló | 3. forduló | 4. forduló                  | 4. forduló | 4. forduló | 5. forduló        | 5. forduló | 5. forduló | Döntő             | Döntő   | Döntő   | Helyezés    |
| Versenyző         | Versenyszám | Ellenfél Eredmény                      | Pont       | Hely.      | Ellenfél Eredmény                      | Pont       | Hely.      | Ellenfél Eredmény       | Pont       | Hely.      | Ellenfél Eredmény           | Pont       | Hely.      | Ellenfél Eredmény | Pont       | Hely.      | Ellenfél Eredmény | Pont    | Hely.   | Helyezés    |
| ----------------- | ----------- | -------------------------------------- | ---------- | ---------- | -------------------------------------- | ---------- | ---------- | ----------------------- | ---------- | ---------- | --------------------------- | ---------- | ---------- | ----------------- | ---------- | ---------- | ----------------- | ------- | ------- | ----------- |
| Luigi Chinazzo    | 52 kg       | Hüseyin Akbaş (TUR) · 0-3              | 3          | =7.        | Mohammad Ali Khojastehpour (IRI) · 0-3 | 6          | =10.       | kiesett                 | kiesett    | kiesett    | kiesett                     | kiesett    | kiesett    | kiesett           | kiesett    | kiesett    | kiesett           | kiesett | kiesett | helyezetlen |
| Garibaldo Nizzola | 67 kg       | Lakhshmi Kant Pandey (IND) · kétvállas | 0          | =1.        | Roger Bielle (FRA) · 2-1               | 1          | =2.        | Adil Güngör (TUR) · 2-1 | 2          | =2.        | Imam-Ali Habibi (IRI) · 0-3 | 5          | =5.        | kiesett           | kiesett    | kiesett    | kiesett           | kiesett | kiesett | 5.          |

## Evezés
| Versenyző | Versenyszám              | Előfutam | Előfutam | Vigaszág | Vigaszág | Elődöntő | Elődöntő | Döntő   | Döntő   | Helyezés    |
| Versenyző | Versenyszám              | Idő      | Hely.    | Idő      | Hely.    | Idő      | Hely.    | Idő     | Hely.   | Helyezés    |
| --- | ------------------------ | -------- | -------- | -------- | -------- | -------- | -------- | ------- | ------- | ----------- |
| Stefano Martinoli | Egypárevezős             | 7:36,5   | 3.       | 9:11,8   | 1.       | 9:35,7   | 4.       | kiesett | kiesett | helyezetlen |
| Alvaro Banchi Maurizio Clerici | Kormányos nélküli kettes | 7:41,2   | 3.       | 8:07,4   | 2.       | 9:11,1   | 4.       | kiesett | kiesett | helyezetlen |
| Giuseppe Moioli Attilio Cantoni Giovanni Zucchi Abbondio Marcelli                                                                                                   | Kormányos nélküli négyes | 6:41,9   | 1.       | erőnyerő | erőnyerő | 8:10,2   | 2.       | 7:22,5  | 4.      | 4.          |
| Alberto Winkler Romano Sgheiz Angelo Vanzin Franco Trincavelli Ivo Stefanoni (kormányos)                                                                            | Kormányos négyes         | 7:00,0   | 1.       | erőnyerő | erőnyerő | 7:54,4   | 1.       | 7:19,4  | 1.      |             |
| Antonio Amato Salvatore Nuvoli Cosimo Campioto Livio Tesconi Antonio Casoar Gian Carlo Casalini Sergio Tagliapietra Arrigo Menicocci Vincenzo Rubolotta (kormányos) | Nyolcas                  | 6:09,5   | 3.       | 7:17,4   | 2.       | 7:19,8   | 4.       | kiesett | kiesett | helyezetlen |

## Kerékpározás

### Országúti kerékpározás
| Versenyző                                                   | Versenyszám          | Idő              | Helyezés |
| ----------------------------------------------------------- | -------------------- | ---------------- | -------- |
| Ercole Baldini                                              | Mezőnyverseny        | 5:21:17          |          |
| Dino Bruni                                                  | Mezőnyverseny        | 5:27:28 (+6:11)  | 28.      |
| Aurelio Cestari                                             | Mezőnyverseny        | 5:34:20 (+13:03) | 34.      |
| Arnaldo Pambianco                                           | Mezőnyverseny        | 5:23:40 (+2:23)  | 7.       |
| Versenyző                                                   | Versenyszám          | Pont             | Helyezés |
| Ercole Baldini Dino Bruni Aurelio Cestari Arnaldo Pambianco | Csapat mezőnyverseny | 36               | 4.       |

### Pálya-kerékpározás
Sprintverseny
| Versenyző         | Versenyszám  | 1. forduló                                      | 1. forduló | Vigaszág selejtező     | Vigaszág selejtező | Vigaszág döntő       | Vigaszág döntő | Negyeddöntő                        | Elődöntő                               | Döntő                              | Helyezés |
| Versenyző         | Versenyszám  | Ellenfelek Győztes idő                          | Hely.      | Ellenfelek Győztes idő | Hely.              | Ellenfél Győztes idő | Hely.          | Ellenfél Győztes idő               | Ellenfél Győztes idő                   | Ellenfél Győztes idő               | Helyezés |
| ----------------- | ------------ | ----------------------------------------------- | ---------- | ---------------------- | ------------------ | -------------------- | -------------- | ---------------------------------- | -------------------------------------- | ---------------------------------- | -------- |
| Guglielmo Pesenti | Férfi egyéni | Hernán Masanés (CHI) · Fred Markus (CAN) · 11,8 | 1.         |                        |                    |                      |                | Ladislav Fouček (TCH) · 11,8, 12,8 | Richard Ploog (AUS) · 11,6, 12,2, 12,2 | Michel Rousseau (FRA) · 11,4, 11,4 |          |

Időfutam
| Versenyző      | Versenyszám  | Idő    | Helyezés |
| -------------- | ------------ | ------ | -------- |
| Leandro Faggin | Férfi egyéni | 1:09,8 |          |

Tandem
| Versenyző                      | Versenyszám     | 1. forduló                                                     | 1. forduló | Vigaszág             | Vigaszág | Vigaszág vesztesei     | Vigaszág vesztesei | Negyeddöntő                                                   | Elődöntő                                              | Döntő                                                                          | Helyezés |
| Versenyző                      | Versenyszám     | Ellenfelek Győztes idő                                         | Hely.      | Ellenfél Győztes idő | Hely.    | Ellenfelek Győztes idő | Hely.              | Ellenfél Győztes idő                                          | Ellenfél Győztes idő                                  | Ellenfél Győztes idő                                                           | Helyezés |
| ------------------------------ | --------------- | -------------------------------------------------------------- | ---------- | -------------------- | -------- | ---------------------- | ------------------ | ------------------------------------------------------------- | ----------------------------------------------------- | ------------------------------------------------------------------------------ | -------- |
| Giuseppe Ogna Cesare Pinarello | Férfi kétüléses | Nagy-Britannia (GBR) · Peter Brotherton · Eric Thompson · 10,8 | 1.         |                      |          |                        |                    | Egyesült Államok (USA) · Donald Ferguson · James Rossi · 10,8 | Ausztrália (AUS) · Joey Browne · Tony Marchant · 10,8 | Bronzmérkőzés · Nagy-Britannia (GBR) · Peter Brotherton · Eric Thompson · 10,8 |          |

Üldözőverseny
| Versenyző                                                                              | Versenyszám  | Selejtező                                                                                     | Selejtező | Selejtező | Negyeddöntő                                                                                      | Negyeddöntő | Negyeddöntő | Elődöntő                                                                                         | Elődöntő  | Elődöntő | Döntő                                                                                               | Döntő     | Helyezés |
| Versenyző                                                                              | Versenyszám  | Ellenfél Idő                                                                                  | Saját idő | Hely.     | Ellenfél Idő                                                                                     | Saját idő   | Hely.       | Ellenfél Idő                                                                                     | Saját idő | Hely.    | Ellenfél Idő                                                                                        | Saját idő | Helyezés |
| -------------------------------------------------------------------------------------- | ------------ | --------------------------------------------------------------------------------------------- | --------- | --------- | ------------------------------------------------------------------------------------------------ | ----------- | ----------- | ------------------------------------------------------------------------------------------------ | --------- | -------- | --------------------------------------------------------------------------------------------------- | --------- | -------- |
| Antonio Domenicali Leandro Faggin Franco Gandini Valentino Gasparella Virginio Pizzali | Férfi csapat | Dél-afrikai Unió (RSA) · Robert Fowler · Jan Hettema · Charles Jonker · Alfred Swift · 4:51,6 | 4:44,8    | 1.        | Csehszlovákia (TCH) · Jaroslav Cihlář · František Jursa · Jiří Nouza · Jiří Opavský · lekörözték | nincs idő   | 1.          | Nagy-Britannia (GBR) · Donald Burgess · Michael Gambrill · John Geddes · Thomas Simpson · 4:40,6 | 4:38,4    | 1.       | Franciaország (FRA) · René Bianchi · Jean Graczyk · Jean-Claude Lecante · Michel Vermeulin · 4:39,4 | 4:37,4    |          |

## Lovaglás
megjegyzés: A lovas versenyszámokat a svédországi Stockholmban rendezték meg a szigorú ausztrál állat-egészségügyi szabályok miatt.
Díjugratás
| Versenyző                                      | Ló                    | Versenyszám | 1. forduló | 1. forduló | 2. forduló | 2. forduló | Összesen | Összesen |
| Versenyző                                      | Ló                    | Versenyszám | Pont       | Hely.      | Pont       | Hely.      | Pont     | Helyezés |
| ---------------------------------------------- | --------------------- | ----------- | ---------- | ---------- | ---------- | ---------- | -------- | -------- |
| Piero D'Inzeo                                  | Uruguay               | Egyéni      | 8,00       | =3.        | 3,00       | 4.         | 11,00    |          |
| Raimondo D'Inzeo                               | Merano                | Egyéni      | 8,00       | =3.        | 0,00       | =1.        | 8,00     |          |
| Salvatore Oppes                                | Pagoro                | Egyéni      | 23,00      | =26.       | 24,00      | =26.       | 47,00    | 24.      |
| Piero D'Inzeo Raimondo D'Inzeo Salvatore Oppes | Uruguay Merano Pagoro | Csapat      | 39,00      | 3.         | 27,00      | 2.         | 66,00    |          |

Lovastusa
| Versenyző                                             | Ló                             | Versenyszám | Díjlovaglás | Díjlovaglás | Tereplovaglás | Tereplovaglás | Díjugratás | Díjugratás | Végeredmény | Végeredmény |
| Versenyző                                             | Ló                             | Versenyszám | Bünt.       | Hely.       | Bünt.         | Hely.         | Bünt.      | Hely.      | Bünt.       | Helyezés    |
| ----------------------------------------------------- | ------------------------------ | ----------- | ----------- | ----------- | ------------- | ------------- | ---------- | ---------- | ----------- | ----------- |
| Adriano Capuzzo                                       | Tuft of Heather                | Egyéni      | -145,60     | 36.         | 26,19         | 8.            | -20,00     | =22.       | -139,41     | 9.          |
| Giancarlo Gutierrez                                   | Wiston                         | Egyéni      | -138,80     | 29.         | 12,37         | 10.           | -10,00     | =2.        | -136,43     | 7.          |
| Giuseppe Molinari                                     | Uccello                        | Egyéni      | -124,40     | 17.         | -270,90       | 36.           | -20,00     | =22.       | -415,30     | 32.         |
| Adriano Capuzzo Giancarlo Gutierrez Giuseppe Molinari | Tuft of Heather Wiston Uccello | Csapat      | -408,80     | 10.         | -232,34       | 5.            | -50,00     | 6.         | -691,14     | 5.          |

## Ökölvívás
| Versenyző         | Versenyszám   | 32-es főtábla          | Nyolcaddöntő                  | Negyeddöntő                           | Elődöntő                         | Döntő                          | Helyezés |
| Versenyző         | Versenyszám   | Ellenfél Eredmény      | Ellenfél Eredmény             | Ellenfél Eredmény                     | Ellenfél Eredmény                | Ellenfél Eredmény              | Helyezés |
| ----------------- | ------------- | ---------------------- | ----------------------------- | ------------------------------------- | -------------------------------- | ------------------------------ | -------- |
| Salvatore Burruni | Légsúly       | erőnyerő               | Vladimir Stolnikov (URS) · V  | kiesett                               | kiesett                          | kiesett                        | 9.       |
| Mario Sitri       | Harmatsúly    | erőnyerő               | Ahmed Rashid (PAK) · GY       | Frederick Gilroy (IRL) · V            | kiesett                          | kiesett                        | 5.       |
| Agostino Cossia   | Pehelysúly    | erőnyerő               | Vlagyimir Szafronov (URS) · V | kiesett                               | kiesett                          | kiesett                        | 9.       |
| Franco Nenci      | Kisváltósúly  | Gul Rehmat (PAK) · RSC | Willi Roth (EUA) · GY         | Antonio Marcilla (ARG) · GY           | Constantin Dumitrescu (ROU) · GY | Vladimir Jengibarján (URS) · V |          |
| Franco Scisciani  | Nagyváltósúly |                        | Eugène Legrand (FRA) · GY     | José Torres (USA) · V                 | kiesett                          | kiesett                        | 5.       |
| Giulio Rinaldi    | Középsúly     |                        | Jens Andersen (DEN) · GY      | Gennagyij Satkov (URS) · visszalépett | kiesett                          | kiesett                        | 5.       |
| Ottavio Panunzi   | Félnehézsúly  |                        | Gerald Collins (CAN) · GY     | Gheorghe Negrea (ROU) · V             | kiesett                          | kiesett                        | 5.       |
| Giacomo Bozzano   | Nehézsúly     |                        | Ilkka Koski (FIN) · GY        | Ulrich Nitzschke (EUA) · GY           | Lev Muhin (URS) · KO             | kiesett                        |          |

## Öttusa
| Versenyző        | Versenyszám | Lovaglás | Lovaglás | Lovaglás | Lovaglás | Vívás    | Vívás | Vívás | Lövészet | Lövészet | Lövészet | Úszás  | Úszás | Úszás | Futás   | Futás | Futás | Összesen    | Összesen |
| Versenyző        | Versenyszám | Idő      | Bünt.    | Pont     | Hely.    | Eredmény | Pont  | Hely. | Pontszám | Pont     | Hely.    | Idő    | Pont  | Hely. | Idő     | Pont  | Hely. | Összes pont | Helyezés |
| ---------------- | ----------- | -------- | -------- | -------- | -------- | -------- | ----- | ----- | -------- | -------- | -------- | ------ | ----- | ----- | ------- | ----- | ----- | ----------- | -------- |
| Adriano Facchini | Egyéni      | 11:41    | 80       | 667,5    | 17.      | 17–18    | 667,0 | 17.   | 186      | 820,0    | 10.      | 4:10,3 | 950,0 | 9.    | 15:23,8 | 931,0 | 23.   | 4035,5      | 14.      |

## Sportlövészet
Férfi
| Versenyző              | Versenyszám           | Döntő    | Döntő    |
| Versenyző              | Versenyszám           | Pont     | Helyezés |
| ---------------------- | --------------------- | -------- | -------- |
| Michelangelo Borriello | Gyorstüzelő pisztoly  | 567      | 12.      |
| Claudio Fiorentini     | Szabadpisztoly        | 540      | 9.       |
| Carlo Varetto          | Sportpuska, összetett | 1135     | 26.      |
| Alessandro Ciceri      | Trap                  | 188(+24) |          |
| Galliano Rossini       | Trap                  | 195      |          |

## Súlyemelés
| Versenyző            | Versenyszám | Nyomás   | Nyomás   | Szakítás | Szakítás | Lökés                    | Lökés                    | Összesen | Helyezés |
| Versenyző            | Versenyszám | Eredmény | Helyezés | Eredmény | Helyezés | Eredmény                 | Helyezés                 | Összesen | Helyezés |
| -------------------- | ----------- | -------- | -------- | -------- | -------- | ------------------------ | ------------------------ | -------- | -------- |
| Sebastiano Mannironi | 60 kg       | 100,0    | =5.      | 100,0    | =4.      | érvényes kísérlet nélkül | érvényes kísérlet nélkül | kiesett  | kiesett  |
| Luciano De Genova    | 67,5 kg     | 107,5    | =9.      | 100,0    | =11.     | 122,5                    | =17.                     | 330,0    | 16.      |
| Ermanno Pignatti     | 75 kg       | 117,5    | 6.       | 117,5    | =3.      | 147,5                    | =4.                      | 382,5    |          |
| Alberto Pigaiani     | +90 kg      | 150,0    | 3.       | 130,0    | 5.       | 172,5                    | 3.                       | 452,5    |          |

## Torna
Női
| Versenyző                                                                                     | Versenyszám      | Döntő    | Döntő    |
| Versenyző                                                                                     | Versenyszám      | Pontszám | Helyezés |
| --------------------------------------------------------------------------------------------- | ---------------- | -------- | -------- |
| Elisa Calsi                                                                                   | Talaj            | 17,566   | 52.      |
| Elisa Calsi                                                                                   | Ugrás            | 17,533   | 53.      |
| Elisa Calsi                                                                                   | Felemás korlát   | 17,700   | =38.     |
| Elisa Calsi                                                                                   | Gerenda          | 17,933   | 24.      |
| Elisa Calsi                                                                                   | Egyéni összetett | 70,733   | 43.      |
| Miranda Cicognani                                                                             | Talaj            | 18,166   | =22.     |
| Miranda Cicognani                                                                             | Ugrás            | 18,433   | =10.     |
| Miranda Cicognani                                                                             | Felemás korlát   | 17,866   | =33.     |
| Miranda Cicognani                                                                             | Gerenda          | 17,133   | =47.     |
| Miranda Cicognani                                                                             | Egyéni összetett | 71,600   | 28.      |
| Rosella Cicognani                                                                             | Talaj            | 17,866   | =39.     |
| Rosella Cicognani                                                                             | Ugrás            | 18,033   | =32.     |
| Rosella Cicognani                                                                             | Felemás korlát   | 17,433   | =43.     |
| Rosella Cicognani                                                                             | Gerenda          | 17,433   | =39.     |
| Rosella Cicognani                                                                             | Egyéni összetett | 70,766   | 42.      |
| Elena Lagorara                                                                                | Talaj            | 17,666   | 51.      |
| Elena Lagorara                                                                                | Ugrás            | 18,300   | 12.      |
| Elena Lagorara                                                                                | Felemás korlát   | 17,433   | =43.     |
| Elena Lagorara                                                                                | Gerenda          | 17,300   | =44.     |
| Elena Lagorara                                                                                | Egyéni összetett | 70,700   | 44.      |
| Luciana Lagorara                                                                              | Talaj            | 17,533   | =53.     |
| Luciana Lagorara                                                                              | Ugrás            | 17,933   | 39.      |
| Luciana Lagorara                                                                              | Felemás korlát   | 17,100   | =50.     |
| Luciana Lagorara                                                                              | Gerenda          | 17,133   | =47.     |
| Luciana Lagorara                                                                              | Egyéni összetett | 69,700   | 50.      |
| Luciana Reali                                                                                 | Talaj            | 17,466   | 56.      |
| Luciana Reali                                                                                 | Ugrás            | 18,200   | =20.     |
| Luciana Reali                                                                                 | Felemás korlát   | 17,866   | =33.     |
| Luciana Reali                                                                                 | Gerenda          | 17,400   | =41.     |
| Luciana Reali                                                                                 | Egyéni összetett | 70,933   | =37.     |
| Elisa Calsi Miranda Cicognani Rosella Cicognani Elena Lagorara Luciana Lagorara Luciana Reali | Csapat összetett | 428,654  | 7.       |

| Versenyző                                                                                     | Versenyszám              | Döntő      | Döntő    | Döntő    |
| Versenyző                                                                                     | Versenyszám              | Eszköz     | Pontszám | Helyezés |
| --------------------------------------------------------------------------------------------- | ------------------------ | ---------- | -------- | -------- |
| Elisa Calsi Miranda Cicognani Rosella Cicognani Elena Lagorara Luciana Lagorara Luciana Reali | Csapat kéziszergyakorlat | nincs adat | 72,80    | 8.       |

## Úszás
Férfi
| Versenyző                                                   | Versenyszám          | Előfutam | Előfutam | Előfutam | Elődöntő | Elődöntő | Elődöntő | Döntő   | Döntő    |
| Versenyző                                                   | Versenyszám          | Idő      | Hely.    | Össz.    | Idő      | Hely.    | Össz.    | Idő     | Helyezés |
| ----------------------------------------------------------- | -------------------- | -------- | -------- | -------- | -------- | -------- | -------- | ------- | -------- |
| Carlo Pedersoli                                             | 100 m gyors          | 58,5     | 3.       | 14.*     | 59,0     | 8.       | 16.      | kiesett | kiesett  |
| Paolo Pucci                                                 | 100 m gyors          | 58,3     | 2.       | 10.*     | 58,8     | 7.       | 14.      | kiesett | kiesett  |
| Angelo Romani                                               | 400 m gyors          | 4:37,6   | 3.       | 8.       |          |          |          | 4:41,7  | 8.       |
| Federico Dennerlein Paolo Galletti Guido Elmi Angelo Romani | 4 × 200 m gyorsváltó | 8:43,1   | 5.       | 8.       |          |          |          | 8:46,2  | 7.       |

Női
| Versenyző     | Versenyszám | Előfutam | Előfutam | Előfutam | Döntő   | Döntő    |
| Versenyző     | Versenyszám | Idő      | Hely.    | Össz.    | Idő     | Helyezés |
| ------------- | ----------- | -------- | -------- | -------- | ------- | -------- |
| Elena Zennaro | 200 m mell  | 3:05,2   | 6.       | 13.      | kiesett | kiesett  |

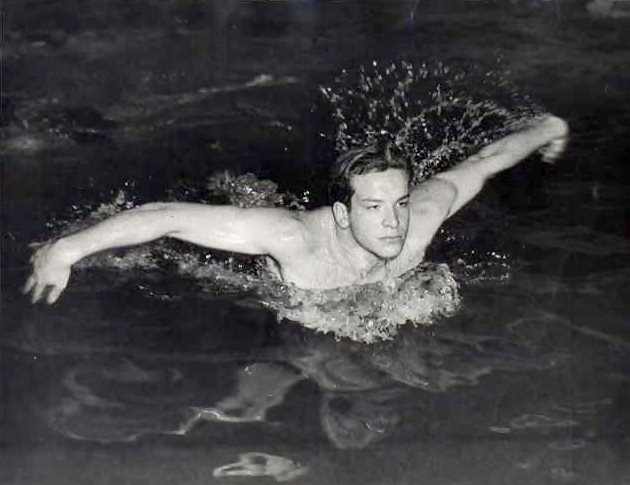
Carlo Pedersoli 1950-ben

* - egy másik versenyzővel azonos időt ért el

## Vitorlázás
Nyílt
| Versenyző                                                        | Versenyszám | Futam | Futam | Futam | Futam | Futam | Futam | Futam | Pontszám | Helyezés |
| Versenyző                                                        | Versenyszám | 1     | 2     | 3     | 4     | 5     | 6     | 7     | Pontszám | Helyezés |
| ---------------------------------------------------------------- | ----------- | ----- | ----- | ----- | ----- | ----- | ----- | ----- | -------- | -------- |
| Adelchi Pelaschier                                               | Finn dingi  | 557   | (198) | 925   | 624   | 402   | 499   | 402   | 3409     | 7.       |
| Nicolò Rode Agostino Straulino                                   | Csillaghajó | 703   | (0)   | 1180  | 703   | 703   | 1180  | 1180  | 5649     |          |
| Mario Capio Emilio Massino                                       | Sharpie     | 613   | 613   | 613   | 738   | 738   | 613   | (516) | 3928     | 4.       |
| Antonio Carattino Antonio Cosentino Massimo Oberti Carlo Spirito | 5,5 méteres | 147   | 402   | 402   | 323   | 147   | 256   | (0)   | 1677     | 7.       |
| Piero Gorgatto Annibale Pelaschiar Sergio Sorrentino             | Sárkányhajó | (0)   | 1305  | 828   | 0     | 460   | 351   | 460   | 3404     | 6.       |

## Vívás
Férfi
| Versenyző                                                                                                  | Versenyszám       | Csoportkör | Csoportkör | Csoportkör | Csoportkör       | Csoportkör | Csoportkör       | Csoportkör | Csoportkör       | Helyezés    |
| Versenyző                                                                                                  | Versenyszám       | 1. kör | 1. kör     | Negyeddöntő | Negyeddöntő      | Elődöntő | Elődöntő         | Döntő | Döntő            | Helyezés    |
| Versenyző                                                                                                  | Versenyszám       | Ellenfél Eredmény | Hely.      | Ellenfél Eredmény | Hely.            | Ellenfél Eredmény | Hely.            | Ellenfél Eredmény | Hely.            | Helyezés    |
| --- | ----------------- | --- | ---------- | --- | ---------------- | --- | ---------------- | --- | ---------------- | ----------- |
| Giancarlo Bergamini                                                                                        | Tőr, egyéni       | |            | 3. csoport · Ghislain Delaunois (BEL) · 5-2 · Somodi Lajos (HUN) · 5-4 · Santiago Massini (ARG) · 5-2 · Byron Krieger (USA) · 5-0 · Claude Netter (FRA) · 0-5 · Brian McCowage (AUS) · 0-5 · Raymond Paul (GBR) · 3-5 · Rájátszás: · Ghislain Delaunois (BEL) · 5-4 · Raymond Paul (GBR) · 4-5 | 4. Rájátszás: 2. | 2. csoport · Allan Jay (GBR) · 5-3 · Günter Stratmann (EUA) · 5-2 · Brian McCowage (AUS) · 5-4 · Jurij Oszipov (URS) · 5-3 · René Paul (GBR) · 5-3 · Christian d’Oriola (FRA) · 0-5 · Gyuricza József (HUN) · 2-5                                                                                             | 2.               | Döntő csoport · Christian d’Oriola (FRA) · 5-3 · Antonio Spallino (ITA) · 5-4 · Gyuricza József (HUN) · 5-3 · Mark Midler (URS) · 5-3 · Raymond Paul (GBR) · 5-3 · Allan Jay (GBR) · 4-5 · Claude Netter (FRA) · 4-5 · Rájátszás: Az ezüstéremért · Antonio Spallino (ITA) · 5-4 | 2.               |             |
| Antonio Spallino                                                                                           | Tőr, egyéni       | |            | 1. csoport · Allan Jay (GBR) · 5-3 · Harold Goldsmith (USA) · 5-2 · Benito Ramos (MEX) · 5-3 · Pablo Uribe (COL) · 5-0 · Masayuki Sano (JPN) · 5-0 · Gyuricza József (HUN) · 3-5 · Jurij Rudov (URS) · 2-5                                                                                     | 3.               | 1. csoport · Claude Netter (FRA) · 5-4 · Raymond Paul (GBR) · 5-2 · Mark Midler (URS) · 5-2 · Albert Axelrod (USA) · 5-1 · Michael Sichel (AUS) · 5-2 · André Verhalle (BEL) · 2-5 · Jurij Rudov (URS) · nem vívtak                                                                                           | 2.               | Döntő csoport · Allan Jay (GBR) · 5-4 · Gyuricza József (HUN) · 5-3 · Claude Netter (FRA) · 5-1 · Mark Midler (URS) · 5-1 · Raymond Paul (GBR) · 5-2 · Christian d’Oriola (FRA) · 1-5 · Giancarlo Bergamini (ITA) · 4-5 · Rájátszás: Az ezüstéremért · Giancarlo Bergamini (ITA) · 4-5 | 3.               |             |
| Edoardo Mangiarotti                                                                                        | Tőr, egyéni       | |            | 2. csoport · Günter Stratmann (EUA) · 5-2 · François Dehez (BEL) · 5-0 · Jacques Lataste (FRA) · 5-2 · Gabriel Blando (COL) · 5-0 · Michael Sichel (AUS) · 2-5 · Jurij Oszipov (URS) · 3-5 · Albert Axelrod (USA) · 1-5 · Rájátszás: · Günter Stratmann (EUA) · 4-5                            | 5.               | kiesett | kiesett          | kiesett | kiesett          | helyezetlen |
| Edoardo Mangiarotti                                                                                        | Párbajtőr, egyéni | erőnyerő | erőnyerő   | 1. csoport · Richard Pew (USA) · 5-3 · Carl Forssell (SWE) · 5-4 · Rerrich Béla (HUN) · 5-2 · Bill Hoskyns (GBR) · 5-4 · Jacques Debeur (BEL) · 5-2 · Émile Gretsch (LUX) · 3-5 | 1.               | 1. csoport · René Queyroux (FRA) · 5-4 · Giuseppe Delfino (ITA) · 5-1 · Carl Forssell (SWE) · 5-4 · Sewall Shurtz (USA) · 5-2 · Édouard Schmit (LUX) · 5-4 · Balthazár Lajos (HUN) · 1-5 · Ghislain Delaunois (BEL) · 2-5                                                                                     | 3.               | Döntő csoport · Carlo Pavesi (ITA) · 5-1 · Richard Pew (USA) · 5-0 · René Queyroux (FRA) · 5-3 · Per Carleson (SWE) · 5-3 · Rolf Wiik (FIN) · 5-0 · Giuseppe Delfino (ITA) · 2-5 · Balthazár Lajos (HUN) · 3-5 · Rájátszás: 1.-3. helyért · 1. kör · Carlo Pavesi (ITA) · 5-4 · Giuseppe Delfino (ITA) · 2-5 · 2. kör · Carlo Pavesi (ITA) · 0-5 · Giuseppe Delfino (ITA) · 3-5                       | 3. Rájátszás: 3. |             |
| Giuseppe Delfino                                                                                           | Párbajtőr, egyéni | erőnyerő | erőnyerő   | 3. csoport · Édouard Schmit (LUX) · 5-4 · Günter Stratmann (EUA) · 5-3 · Allan Jay (GBR) · 5-1 · Richard Stone (AUS) · 5-4 · Armand Mouyal (FRA) · 2-5 · Ghislain Delaunois (BEL) · nem vívtak                                                                                                 | 3.               | 1. csoport · Balthazár Lajos (HUN) · 5-5 · Carl Forssell (SWE) · 5-4 · Sewall Shurtz (USA) · 5-2 · Édouard Schmit (LUX) · 5-1 · René Queyroux (FRA) · 4-5 · Edoardo Mangiarotti (ITA) · 1-5 · Ghislain Delaunois (BEL) · 5-5 · Rájátszás: · Ghislain Delaunois (BEL) · 5-2                                    | 4.               | Döntő csoport · Edoardo Mangiarotti (ITA) · 5-2 · Balthazár Lajos (HUN) · 5-5 · René Queyroux (FRA) · 5-3 · Per Carleson (SWE) · 5-3 · Rolf Wiik (FIN) · 5-4 · Carlo Pavesi (ITA) · 1-5 · Richard Pew (USA) · 4-5 · Rájátszás: 1.-3. helyért · 1. kör · Edoardo Mangiarotti (ITA) · 5-2 · Carlo Pavesi (ITA) · 2-5 · 2. kör · Edoardo Mangiarotti (ITA) · 5-3 · Carlo Pavesi (ITA) · 5-5+             | 2. Rájátszás: 2. |             |
| Carlo Pavesi                                                                                               | Párbajtőr, egyéni | erőnyerő | erőnyerő   | 2. csoport · René Queyroux (FRA) · 5-2 · Balthazár Lajos (HUN) · 5-3 · Kinmont Hoitsma (USA) · 5-3 · Per Carleson (SWE) · 2-5 · Arnold Csarnusevics (URS) · 1-5 · Roger Achten (BEL) · 4-5 | 3.               | 2. csoport · Per Carleson (SWE) · 5-4 · Armand Mouyal (FRA) · 5-2 · Berndt-Otto Rehbinder (SWE) · 5-2 · Sákovics József (HUN) · 5-4 · Richard Pew (USA) · 3-5 · Rolf Wiik (FIN) · 4-5 · Émile Gretsch (LUX) · 3-5 · Rájátszás: · Émile Gretsch (LUX) · 5-2 · Rolf Wiik (FIN) · nem vívtak                     | 3. Rájátszás: 1. | Döntő csoport · Giuseppe Delfino (ITA) · 5-1 · Richard Pew (USA) · 5-2 · Balthazár Lajos (HUN) · 5-3 · Per Carleson (SWE) · 5-3 · Rolf Wiik (FIN) · 5-1 · Edoardo Mangiarotti (ITA) · 1-5 · René Queyroux (FRA) · 3-5 · Rájátszás: 1.-3. helyért · 1. kör · Giuseppe Delfino (ITA) · 5-2 · Edoardo Mangiarotti (ITA) · 4-5 · 2. kör · Edoardo Mangiarotti (ITA) · 5-0 · Giuseppe Delfino (ITA) · 5+-5 | 1. Rájátszás: 1. |             |
| Gastone Darè                                                                                               | Kard, egyéni      | 3. csoport · Bill Hoskyns (GBR) · nincs adat · Leslie Fadgyas (AUS) · nincs adat · Marcel Van Der Auwera (BEL) · nincs adat · Roland Asselin (CAN) · nincs adat · José del Carmen (COL) · nincs adat · Összesítés: 5GY-0V (25-8) | 1.         | 4. csoport · Jerzy Pawłowski (POL) · nincs adat · George Worth (USA) · nincs adat · Lev Kuznyecov (URS) · nincs adat · Ralph Cooperman (GBR) · nincs adat · Claude Gamot (FRA) · nincs adat · Leslie Fadgyas (AUS) · nincs adat · Összesítés: 4GY-1V (23-16)                                   | 2.               | 1. csoport · Kárpáti Rudolf (HUN) · nincs adat · Jerzy Pawłowski (POL) · nincs adat · Jacques Lefèvre (FRA) · nincs adat · Luigi Narduzzi (ITA) · nincs adat · Jevhen Cserepovszkij (URS) · nincs adat · Günter Stratmann (EUA) · nincs adat · Allan Kwartler (USA) · nincs adat · Összesítés: 0GY-7V (22-35) | 8.               | kiesett | kiesett          | helyezetlen |
| Roberto Ferrari                                                                                            | Kard, egyéni      | 2. csoport · Olgierd Porebski (GBR) · nincs adat · Allan Kwartler (USA) · nincs adat · Graham McKenzie (AUS) · nincs adat · Alfredo Yanguas (COL) · nincs adat · Összesítés: 3GY-1V (18-10)                                      | 1.         | 1. csoport · Kovács Pál (HUN) · nincs adat · Jacques Lefèvre (FRA) · nincs adat · Allan Kwartler (USA) · nincs adat · Jakov Rilszkij (URS) · nincs adat · Teodoro Goliardi (URU) · nincs adat · Benito Ramos (MEX) · nincs adat · Összesítés: 5GY-0V (25-14)                                   | 1.               | 2. csoport · Kovács Pál (HUN) · nincs adat · Gerevich Aladár (HUN) · nincs adat · Lev Kuznyecov (URS) · nincs adat · Wojciech Zabłocki (POL) · nincs adat · Jacques Roulot (FRA) · nincs adat · George Worth (USA) · nincs adat · Marcel Van Der Auwera (BEL) · nincs adat · Összesítés: 3GY-4V (28-29)       | 5.               | kiesett | kiesett          | helyezetlen |
| Luigi Narduzzi                                                                                             | Kard, egyéni      | 1. csoport · Teodoro Goliardi (URU) · nincs adat · George Worth (USA) · nincs adat · Benito Ramos (MEX) · nincs adat · Masayuki Sano (JPN) · nincs adat · Sandor Szoke (AUS) · nincs adat · Összesítés: 5GY-0V (25-8)            | 1.         | 2. csoport · Gerevich Aladár (HUN) · nincs adat · Jevhen Cserepovszkij (URS) · nincs adat · Marcel Van Der Auwera (BEL) · nincs adat · Olgierd Porebski (GBR) · nincs adat · Marian Kuszewski (POL) · nincs adat · Emilio Echeverry (COL) · nincs adat · Összesítés: 4GY-2V (28-21)            | 2.               | 1. csoport · Kárpáti Rudolf (HUN) · nincs adat · Jerzy Pawłowski (POL) · nincs adat · Jacques Lefèvre (FRA) · nincs adat · Jevhen Cserepovszkij (URS) · nincs adat · Günter Stratmann (EUA) · nincs adat · Allan Kwartler (USA) · nincs adat · Gastone Darè (ITA) · nincs adat · Összesítés: 4GY-3V (31-27)   | 4.               | Döntő csoport · Kárpáti Rudolf (HUN) · nincs adat · Jerzy Pawłowski (POL) · nincs adat · Lev Kuznyecov (URS) · nincs adat · Jacques Lefèvre (FRA) · nincs adat · Gerevich Aladár (HUN) · nincs adat · Wojciech Zabłocki (POL) · nincs adat · Kovács Pál (HUN) · nincs adat · Összesítés: 2GY-5V (21-31)                                                                                               | 8.               | 8.          |
| Giancarlo Bergamini Luigi Carpaneda Manlio Di Rosa Vittorio Lucarelli Edoardo Mangiarotti Antonio Spallino | Tőr, csapat       | 2. csoport · Kolumbia (COL) · 9-0 · Nagy-Britannia (GBR) · nem vívtak | 1.         | |                  | 1. csoport · Egyesült Államok (USA) · 8-4 · Nagy-Britannia (GBR) · 8 (56)-8 (56) | 1.               | Döntő csoport · Franciaország (FRA) · 9-7 · Magyarország (HUN) · 8 (59)-8 (63) · Egyesült Államok (USA) · 9-7 | 1.               |             |
| Giorgio Anglesio Franco Bertinetti Giuseppe Delfino Edoardo Mangiarotti Carlo Pavesi Alberto Pellegrino    | Párbajtőr, csapat | 1. csoport · Egyesült Államok (USA) · 8 (63)-8 (65) · Ausztrália (AUS) · 11-5 · Nagy-Britannia (GBR) · nem vívtak | 2.         | |                  | 1. csoport · Magyarország (HUN) · 9-3 · Belgium (BEL) · 8 (67)-8 (63) | 1.               | Döntő csoport · Magyarország (HUN) · 9-3 · Franciaország (FRA) · 15-1 · Nagy-Britannia (GBR) · 10-6 | 1.               |             |
| Giuseppe Comini Gastone Darè Roberto Ferrari Luigi Narduzzi Domenico Pace Mario Ravagnan                   | Kard, csapat      | 2. csoport · Nagy-Britannia (GBR) · 8 (62)-8 (66) · Lengyelország (POL) · nem vívtak | 2.         | |                  | 1. csoport · Franciaország (FRA) · 6-8 · Szovjetunió (URS) · 7-9 | 3.               | kiesett | kiesett          | =5.         |

Női
| Versenyző        | Versenyszám | Csoportkör | Csoportkör | Csoportkör | Csoportkör | Csoportkör | Csoportkör | Helyezés    |
| Versenyző        | Versenyszám | 1. kör | 1. kör     | Elődöntő | Elődöntő   | Döntő | Döntő      | Helyezés    |
| Versenyző        | Versenyszám | Ellenfél Eredmény | Hely.      | Ellenfél Eredmény | Hely.      | Ellenfél Eredmény | Hely.      | Helyezés    |
| ---------------- | ----------- | --- | ---------- | --- | ---------- | --- | ---------- | ----------- |
| Velleda Cesari   | Tőr, egyéni | 3. csoport · Dömölky Lídia (HUN) · 4-2 · Catherine Delbarre (FRA) · 4-1 · Denise O'Brien (AUS) · 4-2 · Maxine Mitchell (USA) · 2-4 · Emma Yefimova (URS) · 0-4 · Mary Glen-Haig (GBR) · 3-4 · Rájátszás: · Catherine Delbarre (FRA) · 2-4 | 5.         | kiesett | kiesett    | kiesett | kiesett    | helyezetlen |
| Bruna Colombetti | Tőr, egyéni | 2. csoport · Ellen Müller-Preis (AUT) · 4-3 · Ecaterina Orb (ROU) · 4-1 · Nadezhda Shitikova (URS) · 4-1 · Lois Joseph (AUS) · 4-2 · Janice-Lee York-Romary (USA) · 3-4 · Pilar Roldán (MEX) · 3-4 · Régine Veronnet (FRA) · 3-4          | 3.         | 1. csoport · Renée Garilhe (FRA) · 4-1 · Ellen Müller-Preis (AUT) · 4-0 · Emma Yefimova (URS) · 4-1 · Maxine Mitchell (USA) · 4-0 · Karen Lachmann (DEN) · nem vívtak | 1.         | Döntő csoport · Ellen Müller-Preis (AUT) · 4-3 · Gillian Sheen (GBR) · 2-4 · Orbán Olga (ROU) · 0-4 · Renée Garilhe (FRA) · 2-4 · Janice-Lee York-Romary (USA) · 3-4 · Catherine Delbarre (FRA) · 3-4 · Karen Lachmann (DEN) · 0-4 | 8.         | 8.          |

## Vízilabda
| Olasz férfi vízilabdacsapat-játékoskeret                                                         | Olasz férfi vízilabdacsapat-játékoskeret                                               |
| ------------------------------------------------------------------------------------------------ | -------------------------------------------------------------------------------------- |
| - Cosimo Antonelli - Alfonso Buonocore - Enzo Cavazzoni - Maurizio D'Achille - Giuseppe D’Altrui | - Federico Dennerlein - Luigi Mannelli - Angelo Marciani - Paolo Pucci - Cesare Rubini |

### Eredmények
Csoportkör
C csoport
| Csapat                      | M | Gy | D | V | G+ | G– | Gk  | P |
| --------------------------- | - | -- | - | - | -- | -- | --- | - |
| Olaszország (ITA)           | 2 | 2  | 0 | 0 | 11 | 3  | +8  | 4 |
| Egyesült Német Csapat (EUA) | 2 | 1  | 0 | 1 | 7  | 5  | +2  | 2 |
| Szingapúr (SIN)             | 2 | 0  | 0 | 2 | 2  | 12 | –10 | 0 |

| 1956. november 29. 16:45 | Olaszország (ITA) | 7 – 1 | Szingapúr (SIN) |  |
| 1956. november 29. 16:45 | (3 – 1)           |       |                 |  |
| 1956. november 29. 16:45 |                   |       |                 |  |

| 1956. november 30. 20:10 | Olaszország (ITA) | 4 – 2 | Egyesült Német Csapat (EUA) |  |
| 1956. november 30. 20:10 | (1 – 1)           |       |                             |  |
| 1956. november 30. 20:10 |                   |       |                             |  |

Döntő csoport
| 1956. december 1. 14:40 | Szovjetunió (URS) | 3 – 2 | Olaszország (ITA) |  |
| 1956. december 1. 14:40 | (3 – 2)           |       |                   |  |
| 1956. december 1. 14:40 |                   |       |                   |  |

| 1956. december 3. 21:30 | Magyarország (HUN) | 4 – 0 | Olaszország (ITA) |  |
| 1956. december 3. 21:30 | (3 – 0)            |       |                   |  |
| 1956. december 3. 21:30 |                    |       |                   |  |

| 1956. december 4. 21:00 | Olaszország (ITA) | 3 – 2 | Egyesült Államok (USA) |  |
| 1956. december 4. 21:00 |                   |       |                        |  |
| 1956. december 4. 21:00 |                   |       |                        |  |

| 1956. december 6. 21:55 | Jugoszlávia (YUG) | 2 – 1 | Olaszország (ITA) |  |
| 1956. december 6. 21:55 |                   |       |                   |  |
| 1956. december 6. 21:55 |                   |       |                   |  |

A táblázat tartalmazza a C csoportban lejátszott Olaszország – Egyesült Német Csapat 4–2-es eredményt.
| Csapat                      | M | Gy | D | V | G+ | G– | Gk  | P  |
| --------------------------- | - | -- | - | - | -- | -- | --- | -- |
| Magyarország (HUN)          | 5 | 5  | 0 | 0 | 20 | 3  | +17 | 10 |
| Jugoszlávia (YUG)           | 5 | 3  | 1 | 1 | 13 | 8  | +5  | 7  |
| Szovjetunió (URS)           | 5 | 3  | 0 | 2 | 14 | 14 | 0   | 6  |
| Olaszország (ITA)           | 5 | 2  | 0 | 3 | 10 | 13 | –3  | 4  |
| Egyesült Államok (USA)      | 5 | 1  | 0 | 4 | 10 | 20 | –10 | 2  |
| Egyesült Német Csapat (EUA) | 5 | 0  | 1 | 4 | 11 | 20 | –9  | 1  |

| Csapat            | Helyezés |
| ----------------- | -------- |
| Olaszország (ITA) | 4.       |